# Віджаяпала (Чандела)
Віджаяпала (гінді विजयपाल; д/н — 1050) — магараджахіраджа Джеджа-Бхукті 1035—1050 роках. За його панування почався занепад держави.

## Життєпис
Походив з династії Чандела. Син самраата Від'ядхари. Посів трон 1035 року. Жодного напису з часу його правління немає. Він згадується в кількох написах Чандели, але більшість із них містять лише розпливчасті вихвалебні слова. Так, напис на камені в Мау стверджує, що він убив усіх нечестивих людей і поклав кінець Каліюзі.
З самого початку стикнувся з ворогами — Парамара і Калачура. Вже 1036 року Гангеядева Калачура, магарджа Чеді, виступив проти Джасапали, правителя Гуджара-Пратіхара і васала Чандела. За цим вже сам Віджаяпала зазнав поразки, втративши володіння на сході.
Наслідком стало повстання Муладеви Каччхапагхата, що стали незалежними магарджами Гопадрі. На це вказує використання високозвучних титулів Муладеви в написі храму Сас-Багу.
Також pмушенbq був боротися з газневідськими намісниками (валі) Пенджабу, що послабило Чандела. Помер Віджаяпала 1050 року. Його наступником син Деваварман.